# Josef Eberz
Josef Eberz (* 3. Juni 1880 in Limburg an der Lahn; † 27. August 1942 in München) war ein deutscher Maler, Grafiker, Illustrator sowie Entwerfer von Mosaiken und Glasfenstern mit starker Ausrichtung auf religiöse Themen.

## Leben

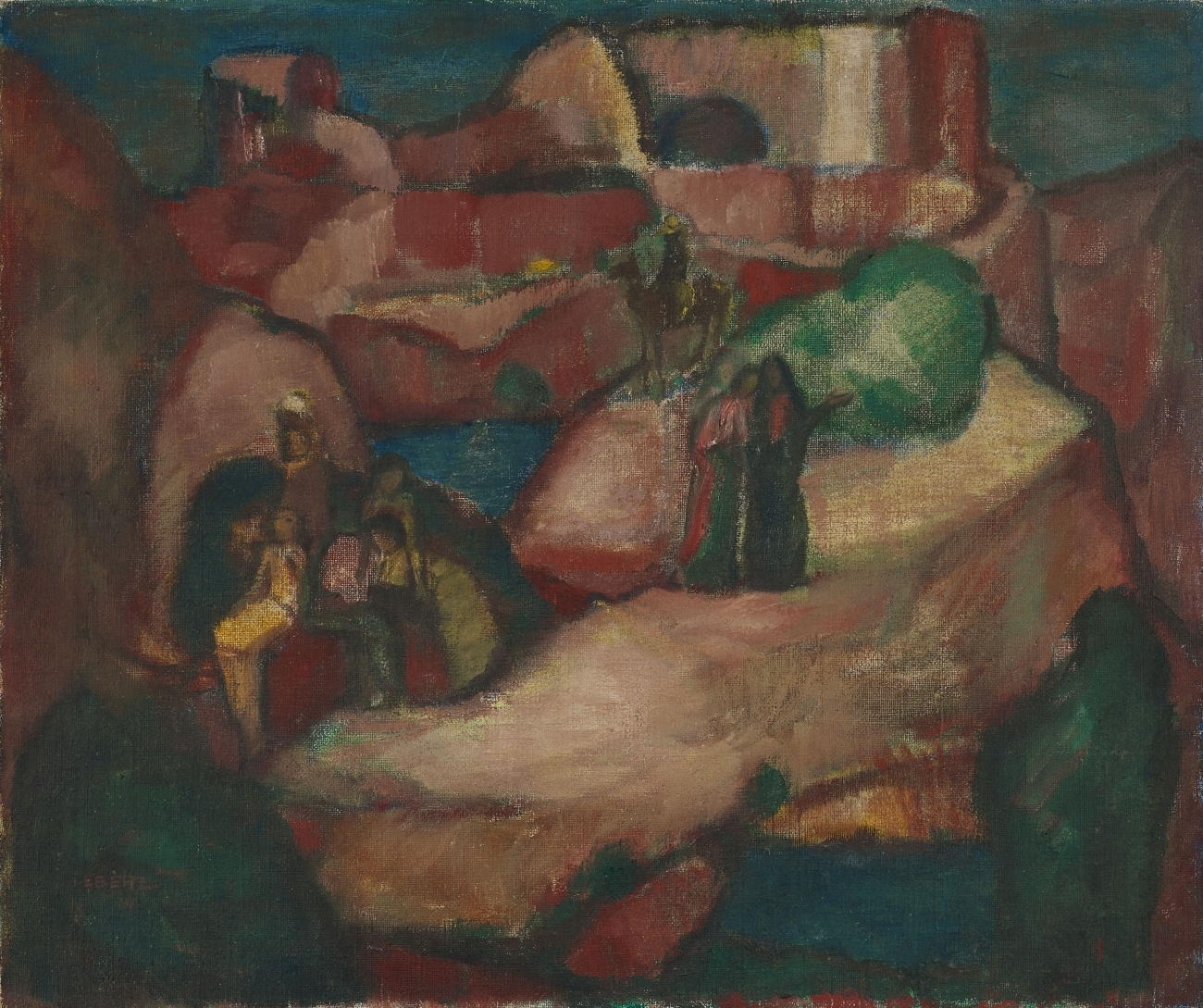
Biblische Landschaft, 1914

Josef Eberz wurde in Limburg als Sohn des Postsekretärs Heinrich Jakob Eberz (* 22. Juni 1848) und dessen Ehefrau Helene Josephine geb. Gotthardt (* 17. August 1855) geboren. Er verbrachte dort die ersten Jahre seines Lebens und besuchte das Lessing-Gymnasium in Frankfurt am Main. Seit 1901 studierte er an der Kunstakademie München bei Franz Stuck und Peter Halm, wechselte 1904 an die Kunstakademie Düsseldorf und noch im gleichen Jahr nach Karlsruhe. 1905 ging er an die Kunstakademie Stuttgart, wo er sich zunächst bei Christian Landenberger einschrieb, wechselte dann aber zu dem erst 1905 nach Stuttgart berufenen Maler und Farbtheoretiker Adolf Hölzel, dessen Meisterschüler er von 1907 bis 1912 war. Eberz war Mitglied des Hölzelkreises, dem noch die Meisterschülerinnen und -schüler Gertrud Alber – die er 1917 in Wiesbaden heiratete –, Willi Baumeister, Paul Bollmann (1885–1944), Hans Brühlmann, Heinrich Eberhard (1884–1973), Maria Hiller-Foell (1880–1943), Ida Kerkovius, Otto Meyer-Amden, Alfred Heinrich Pellegrini, Oskar Schlemmer, August Ludwig Schmidt (1882–1936), Hermann Stenner und Alfred Wickenburg angehörten.
Mit diesem Kreis, der mehrfach gemeinsam ausstellte, besuchte Hölzel 1912 in Köln die Sonderbund-Ausstellung, die bis dahin wichtigste Kunstausstellung der Moderne. Die Ausstellung umfasste über 500 Bilder und nahezu 60 Plastiken, sowie etwa 350 kunstgewerbliche Arbeiten, darunter Arbeiten von Vincent van Gogh, Edvard Munch, Paul Cézanne, Paul Gauguin und Pablo Picasso. Man studierte aber auch intensiv die alten Kölner Meister. Anschließend ging die Gruppe für eine längere Zeit nach Montjoie – später Monschau – in der Eifel, um dort gemeinsam zu malen. Der Besuch der Ausstellung, der Museen und der anschließende Malaufenthalt wurde von großer Bedeutung für das spätere Werk von Josef Eberz.
1913 erhielt er seinen ersten großen Auftrag, das Altarbild für die Konviktskirche in Ehingen an der Donau. Das Bild in den Abmessungen 2,45 m × 3,80 m wird meist als Herz-Jesu-Bild bezeichnet, ist aber eine Mischung der Motive Kreuztragung, Herz-Jesu und Freunde Christi. Es folgte der Auftrag für einen großformatigen Kreuzweg, der aber über zwei Musterarbeiten nicht hinauskam. Das Ordinariat lehnte die Abnahme des Kreuzweges ab, den der Pfarrer ohne Rücksprache mit dem Ordinariat und dem zuständigen Ministerium in Auftrag gegeben hatte. Bei Eberz blieb aber seitdem eine Hinwendung zu religiösen Sujets sichtbar. Eberz begann als Expressionist, der vom Futurismus und Kubismus beeinflusst war; bei seinen späteren Monumentalwerken kam ein starker Einfluss der Pittura metafisica hinzu.
Nach einem Besuch bei dem Kunstsammler Heinrich Kirchhoff in Wiesbaden im Jahr 1915 beauftragte dieser ihn, in seinem Garten und im Botanischen Garten in Darmstadt zu malen. In Darmstadt kam Eberz in Kontakt mit dem Dachstubenkreis um den Verleger Joseph Würth und fertigte Lithografien für die Novelle Die Karsreis von Kasimir Edschmid. Kirchhoff trug eine beachtliche Sammlung von Bildern der Moderne zusammen, hier war das Werk Eberz' stark vertreten. Zeugnis für den intensiven Kontakt zu Kirchhoff und seinem Garten ist die im Goltzverlag in München 1917 erschienene Lithografie-Mappe Der Garten Kirchhoff. Von Wiesbaden aus besuchte Eberz auch das ehemalige Zisterzienserkloster Eberbach im Rheingau, worüber er 1919 im Goltzverlag eine weitere Lithografie-Mappe Kloster Eberbach herausbrachte.
Der Aufenthalt 1917 in Wiesbaden war nicht nur in künstlerischen Hinsicht bedeutsam, hier heiratete er seine Mitstudentin Gertrud Alber. In Wiesbaden erreichte ihn wohl auch die Nachricht, dass er wegen seiner gesundheitlichen Probleme vom Kriegsdienst freigestellt sei.

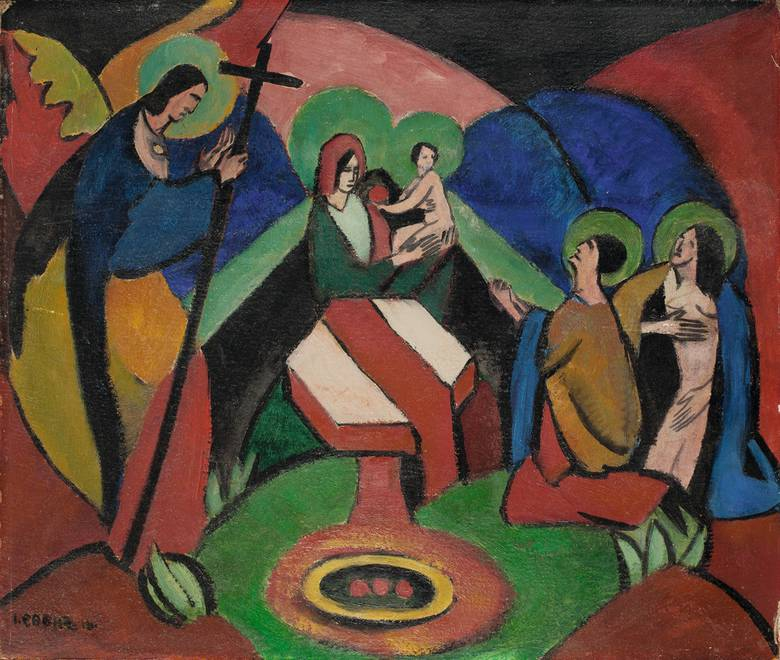
Verehrung, 1916

Nach dem langen Wiesbaden-Aufenthalt zogen die Eheleute nach München, wo beide schon seit 1914 durch den Kunsthändler Hans Goltz vertreten wurden. Goltz hatte auch 1915 Eberz erste Lithografie-Mappe Kämpfe herausgegeben. Im Gegensatz zum Titel zeigen die Blätter aber keineswegs Kämpfer, sondern nur Opfer des Kriegs.
Eberz wurde Mitglied der Neuen Münchner Secession, mit der er bis zu deren Auflösung in der Nazi-Zeit ausstellte, gehörte aber auch der 1919 gegründeten Vereinigung Das Junge Rheinland an, womit er seine Verwurzelung in der Rheinregion, auf die er immer hinwies, zum Ausdruck brachte. Bei der ebenfalls 1919 gegründeten Darmstädter Sezession war er Gründungsmitglied, wie er auch der Gesellschaft für christliche Kunst in München und der Novembergruppe in Berlin angehörte. Während der Räterepublik war er in Künstlerräten und Ausschüssen aktiv.
Nach den Kriegs- und Nachkriegswirren zog es Eberz und seine Frau in den Süden. Von 1920 bis 1926 waren sie mehrfach in Italien und Jugoslawien, aber auch in Paris, von wo sie farbglühende Gemälde, Aquarelle und Zeichnungen mitbrachten, nach denen viele Radierungen entstanden. Im Zuge dieser Italienreisen konvertierte Gertrud Eberz-Alber in Bologna zum katholischen Glauben.

Tropischer Garten (Garten Kirchhoff), 1918, Lithographie, 42 × 32 cm

In der ersten Hälfte der 1920er Jahre hatte Eberz verschiedene Privataufträge für Wandmalereien erhalten, für die Deutsche Gewerbeschau München malte er 1922 ein großes Fresko Freude in einer Ausstellungshalle im Bavariapark. Bei der Glaspalast-Ausstellung 1927 war er mit dem Fresko Spaziergang vertreten. Der erste seiner zahlreichen kirchlichen Aufträge betraf die Ausmalung der von Adolf Muesmann erbauten Pfarrkirche St. Rupert in Freilassing, die sich von 1926 bis 1938 hinzog. Es war sein umfassendstes Werk, das leider durch verständnislose Pfarrer und Restauratoren stark beschädigt wurde. Ein ähnliches Schicksal erfuhr auch sein großes Marienfenster für die Münchner Frauenkirche. Es wurde im Krieg zerstört, doch da die Kartons noch vorhanden waren, hätte es exakt wiederhergestellt werden können. Dem Dompfarrer waren aber die Farben zu kräftig, so wurde es mit veränderter Farbstellung neu hergestellt. Auch weitere Kirchenfenster wurden im Krieg zerstört. Neben Wandmalereien und Farbglas-Fenstern hat Eberz auch Mosaiken entworfen. Auch hier wurde sein Hauptwerk, Apsis und Triumphbogen der Kirche St. Gabriel 1930–1931 in München, zerstört. Erhalten blieb dagegen die Chorgestaltung in der Herz-Jesu-Kirche in Weiden in der Oberpfalz (1933–1935), für die er auch zahlreiche Fenster schuf. Auch seine letzte große Mosaik-Arbeit in der Confessio der Basilika St. Willibrord in Echternach wurde, obwohl sie den Krieg überstanden hatte, bei Wiederaufbau und Neuordnung der Kirche zerstört. Während des Kriegs schuf Eberz noch Fenster für Gleiwitz und Wacholdertal in Schlesien, seine Entwürfe für Oppeln kamen durch seinen plötzlichen Tod nicht mehr zur Ausführung.
Josef Eberz leitete Ateliers für Malerei und Grafik in den Münchner Lehrwerkstätten. Sie waren entstanden aus den von Hermann Obrist und Wilhelm von Debschitz 1902 gegründeten Lehr- und Versuchsateliers für angewandte und freie Kunst, meist kurz Debschitz-Schule genannt, die 1914 mit der von Paul Renner und Emil Preetorius 1909 gegründeten Münchner Schule für Illustration und Buchgewerbe vereinigt worden war. 1928 wurde Eberz der Professortitel verliehen, zum 31. Juli 1929 wurde die Schule jedoch geschlossen. Als Schüler von Eberz bezeichnen sich Maria Bauerreis (1902–1994), Hanns Lamers und Walter Lindgens (1893–1978). 1929, als die Deutsche Akademie Villa Massimo in Rom nach langer Zeit der Beschlagnahmung wieder geöffnet wurde, gehörte Eberz zu den ersten Stipendiaten.
In der Nazi-Zeit galt Eberz als „Entarteter“ Künstler, er hatte Schwierigkeiten auszustellen, zumal die Neue Münchner Sezession aufgelöst worden war. 1937 wurden in der Aktion „Entartete Kunst“ eine große Anzahl seiner Arbeiten aus Museen und öffentlichen Sammlungen beschlagnahmt, die meisten vernichtet. In der Ausstellung „Entartete Kunst“ in München war er nicht vertreten, dagegen jedoch bei der zweiten Station der Ausstellung in Berlin mit dem Gemälde Verrat von 1917. Wenn seine Arbeit für die katholische Kirche auch weiter ging, so fehlte jedoch der geistige und künstlerische Austausch mit den gleichgesinnten Kollegen. Die nationalistischen Bilder in den Ausstellungen im Haus der Deutschen Kunst in München waren dafür kein Ersatz. So starb Josef Eberz in völliger Vereinsamung am 27. August 1942, seine Wohnung mit dem Atelier brannte bei einem Bombenangriff aus.
Josef Eberz war der jüngere Bruder des Religionsphilosophen und Hochland-Mitarbeiters Otfried Eberz – eigentlich Jakob Maria Remigius Eberz – (1878–1958). Dessen Witwe brachte aus nachgelassenen Schriften das Werk Katholische Soziologie heraus, dem ein Tafelteil mit „Werken des geistesverwandten Bruders des bekannten Expressionisten Prof. Josef Eberz, München ... zur Veranschaulichung der abstrakten philosophischen Begriffswelt...“ (Lucia Eberz), beigegeben waren.

## Werk

### Gemälde und Aquarelle

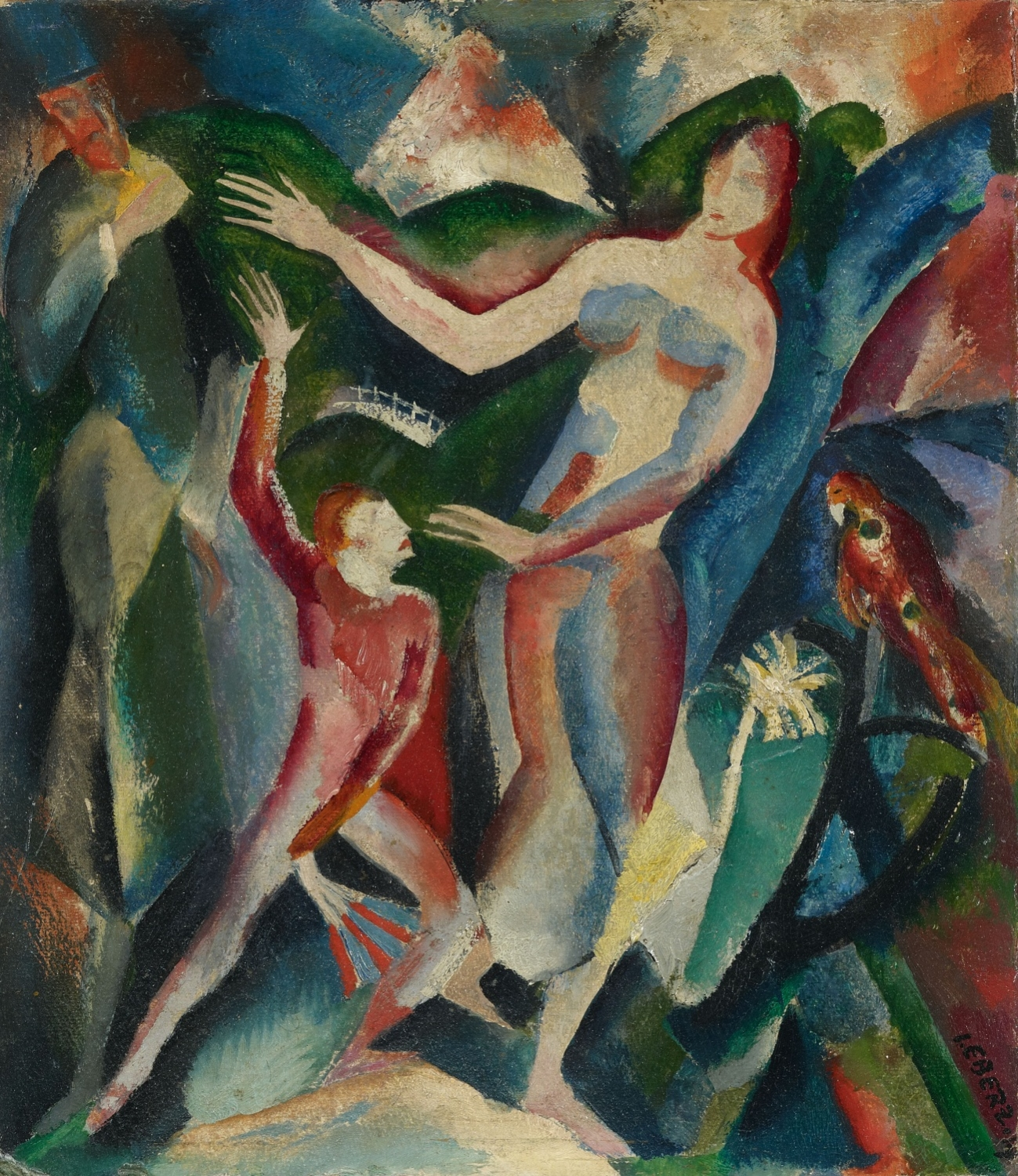
Der exotische Tanz, 1917

Werke von Eberz sind in vielen privaten und öffentlichen Sammlungen vertreten, den umfassendsten Bestand besitzen die Kunstsammlungen der Stadt Limburg an der Lahn.

### Grafik
Grafische Arbeiten sind gleichfalls in vielen privaten und öffentlichen Sammlungen, insbesondere bei der Stadt Limburg, vorhanden.
Originalarbeiten sind zu finden in den Zeitschriften:
- Das Kunstblatt, 1. Jahrgang 1917, Heft 4
- Agathon, 1. Jahrgang 1917/1918, Heft 1 und Heft 2/3
- Die Aktion, 8. Jahrgang 1918, Heft 9/10 und Heft 29/30 („Sonderheft Josef Eberz“)
- EOS, 1. Jahrgang 1918, Heft 1 („Ekstatik“) und Heft 2 („Mystik“)
- Die Schaffenden, 1. Jahrgang 1919, 3. Mappe
- Die Sichel,
  - 1. Jahrgang 1919, Heft 4, Heft 5 und Heft 6
  - 2. Jahrgang 1920, Heft 11
- Münchner Blätter für Dichtung und Graphik, 1. Jahrgang 1919, Heft 5, Heft 7 und Heft 10
- Die Bücherkiste, 1. Jahrgang 1919, Heft 5/6/7 und Heft 8/9/10
- Der Weg, 1. Jahrgang 1919, Heft 3
- Das Tribunal, 1. Jahrgang 1919, Heft 1, Heft 3, Heft 5 und Heft 10/11
- Der Bücherwurm, 10. Jahrgang 1920, Heft 7/8
- Der Ararat, 2. Jahrgang 1921, Heft 7
- Eros,
  - 1. Jahrgang 1919 (Ausgabe wurde beschlagnahmt)
  - 3. Jahrgang 1921, Heft 1

### Illustrierte Bücher
- Erich Jäger: Der tolle Invalide und andere wunderliche Geschichten von alten Soldaten. Stuttgart 1915. (fünf Illustrationen nach Federzeichnungen)
- Wilhelm Rath: Wege zum Buchhändler. Wiesbaden 1917. (zwei Illustrationen nach Federzeichnungen)
- Curt Moreck: Der strahlende Mensch. München 1918. (15 Illustrationen nach Federzeichnungen)

### Bibliophile Bücher
- Kasimir Edschmid: Die Karlsreis. Darmstadt 1918. (sieben Lithografien)
- Kurt Hiller: Unnennbar Brudertum. Wolgast 1918. (Vorzugsausgabe mit sechs Lithografien, Normalausgabe mit zwei Lithografien)
- Stephan Brock: Die Fackel loht! Wolgast 1918. (eine Lithografie)
- Curt Moreck: Pole des Eros. Hannover 1920. (sieben Lithografien)
- Heinrich Heine: Vitzliputzli. München 1920. (vier Radierungen)
- Ech-en-Aton, Sonnenhymnus. München 1920. (eine Radierung)
- Niels Hoyer: Nachtlied. Hamburg 1921. (drei Radierungen)
- Johann Wolfgang Goethe: Hymne an die Natur. Hamburg 1922. (drei Radierungen)
- William Shakespeare: Sonette an den geliebten Knaben. Hamburg 1922. (vier Radierungen)
- Charles Baudelaire: Poèmes choisis. München 1922. (22 Radierungen)
- Alexander Puschkin: Der steinerne Gast. München 1923. (neun Lithografien, acht Reproduktionen – Kopf und Schlussstücke – nach Federzeichnungen)
- Heinrich Heine: Buch der Lieder. München 1923. (15 handkolorierte Gelatine-Radierungen)

### Anthologien, Kataloge, Kalender
- Neue Kunst Hans Goltz München, Katalog der 32. Ausstellung Januar 1917. (eine Lithografie)
- Neue Kunst Hans Goltz München, Katalog der 44. Ausstellung April/Mai 1918. (Umschlaglithografie)
- Galerie Caspari München, Katalog der graphischen Ausstellung der Neuen Sezession, Frühjahr 1918. (zwei von insgesamt 23 Lithografien)
- Max Fischer: Josef Eberz und der neue Weg zur religiösen Malerei. München 1918. (Vorzugsausgabe mit einer Lithografie, Normalausgabe mit Umschlaglithografie)
- Jahrbuch der jungen Kunst 1920. Leipzig 1920. (eine Lithografie)
- H. von Wedderkopp: Deutsche Graphik des Westens. Dresden 1923. (Vorzugsausgabe mit einer Radierung)
- Karl Diez: Schwarzer Greif. Rudolstadt 1925. (eine Reproduktion nach Holzschnitt)
- Willi Geißler: Greifenkalender 1925. Rudolstadt 1925. (eine Reproduktion nach Holzschnitt)
- Willi Geißler: Greifenkalender 1926. Rudolstadt 1926. (zwei Holzschnitte – ggf. auch Reproduktionen)

### Mappenwerke
- Kämpfe. Goltz-Verlag, München 1915. (15 Original-Lithografien, eine weitere als Umschlagslithografie)
- Kriegsbilderbogen Deutscher Künstler, 3. Mappe. Goltz-Verlag, München 1915. (eine Original-Lithografie)
- Der Garten Kirchhoff Wiesbaden. Goltz-Verlag, München 1917. (zehn Original-Lithografien, eine weitere als Umschlaglithografie)
- Kloster Eberbach. Goltz-Verlag, München 1919. (zehn Original-Lithografien, eine weitere als Umschlaglithografie)
- Münchner Sezession. 25 Original-Lithographien. Franz Hanfstaengl, München 1919/1920. (eine Lithografie)
- Visionen. Goltz-Verlag, München 1919. (zwölf Holzschnitte, ein weiterer als Umschlagholzschnitt)
- Josef von Eichendorf: Ahnung und Gegenwart. Dr. Benno Filser Kunstverlag, Stuttgart 1919. (33 Radierungen)
- I. Mappe der Düsseldorfer Gesellschaft für zeitgenössische Kunst. Bagel-Kunstverlag, Düsseldorf 1920. (eine Original-Radierung)
- Nächtlicher Zirkus. Goltz-Verlag, München 1920. (sechs Holzschnitte, ein weiterer als Umschlagholzschnitt)
- Kalla. Graphikmappe Münchner Künstler. Johannes Albrecht Kunstverlag, München 1922. (eine Radierung)
- Kalla. Festmappe Münchner Künstler. Johannes Albrecht Kunstverlag, München 1922. (eine Radierung)
- III. Mappe der Düsseldorfer Gesellschaft für zeitgenössische Kunst. Südliche Landschaften. Bagel-Kunstverlag, Düsseldorf 1923. (sechs Radierungen und eine Umschlaglithografie)
- Der Steinerne Gast. Orchis-Verlag, München 1923. (acht handkolorierte Gelatineradierungen)
- Nächte. 5 Holzschnitte. Dreieck-Verlag, München / Berlin 1923. II. Folge.
- Die erste Mappe der Darmstädter Sezession. Dachstube-Verlag, Darmstadt 1924. (eine Lithografie)
- Neudeutsche Künstlergilde. Dritter Graphiktausch, Weihnachten 1924. (ein Holzschnitt)

### Wand- und Deckenbilder
- um 1920: Wandbildzyklus im Musiksalon der Villa Kanter in Feldafing (Das Haus wurde wegen Hausschwammbefall abgebrochen.)
- 1922: Wandbild Freude in der Ausstellungshalle der Deutschen Gewerbeschau München 1922 (nach Ende der Ausstellung zerstört)
- um 1925: Wandbilder in der Villa Gutmann und in der Villa Eisenberg in Nürnberg (Die Häuser bzw. ihre Standorte sind nicht ermittelt.)
- um 1925: Wandbild im Musikraum für Irene Reichert in München (Der Raum bzw. sein Standort sind nicht ermittelt.)
- 1926–1938: Ausmalung der Pfarrkirche St. Rupert in Freilassing (stark verändert bzw. geschädigt)
- 1927: Wandbild Spaziergang im Glaspalast-Ausstellung 1927 in München (nach Ausstellungsende entfernt)
- 1934: Außenfresko St. Petrus an der Chorwand der Kirche St. Peter in Taching am See
- 1939: sechs Deckenmedaillons in der Kirche St. Johannes der Täufer in Illdorf an der Donau

### Mosaiken
- 1928–1929: Chorwand-Mosaiken Heilige Frauen aller Stände gewinnen Kraft aus dem Kreuzestod Jesu in der Frauenfriedenskirche in Frankfurt am Main
- 1927–1928: Mosaiken St. Maria mit Kind und St. Michael hinter den Seitenaltären der Christ-König-Kirche in Rosenheim
- 1929–1930: Chorwand-Mosaiken Christus als Welterlöser zwischen zwei Engeln in der Pfarrkirche St. Georg in Stuttgart
- 1930–1936: großformatiger Kreuzweg auf einer Langhaus-Seitenwand der Pfarrkirche St. Georg in Stuttgart
- 1930–1931: Chormosaik Christkönig als Weltenrichter zwischen Engeln in der Kirche St. Gabriel in München (kriegszerstört)
- 1930–1931: Mosaik Verkündigung auf dem Triumphbogen der Kirche St. Gabriel in München (kriegszerstört)
- 1932: Mosaike der Seitenaltar-Retabeln Marienleben und Josefsleben in der Kirche St. Gabriel in München (Marienleben verändert)
- 1933–1934: Chorrückwand Christkönig am Kreuz zwischen Maria und Johannes in der Herz-Jesu-Kirche in Weiden (Oberpfalz)
- 1934–1935: Langhausabschlusswände zum Chor Schwebende Engel in der Herz-Jesu-Kirche in Weiden (Oberpfalz)
- 1938: Mosaike in der Konfessio St. Willibrord, Papst Sergius, Karl der Große, St. Bonifatius, St. Hubertus, St. Irmina, St. Kunigunde in der Basilika St. Willibrord in Echternach (beim Wiederaufbau und der Umgestaltung der Basilika nach 1945 zerstört)
- 1942: Altarretabel St. Agnes in einer Kirche in Hamm (Westfalen)

### Farbglasfenster
- Christ-König-Kirche, Rosenheim 1927–1928. Chorrückwand-Fenster Christus als Weltenrichter – im Krieg zerstört
- Kirche St. Konrad, Freiburg im Breisgau um 1930. Chor-Fenster Christus als Weltenrichter – im Krieg zerstört
- Frauenkirche, München 1931/1957. Fenster Marienleben über der Salvator-Kapelle – im Krieg zerstört, nach den Original-Kartons, aber in anderer Farbstellung neu hergestellt
- Kirche Herz-Jesu, Weiden/Oberpfalz 1933. Langhausfenster 7 Werke der Barmherzigkeit und 7 Sakramente; Taufkapellenfenster Taufe Jesu im Jordan; Emporenfenster Herz-Jesu; Symbolfenster in der Unterkirche Dornenkrone; Siegeskrone; Jungfräulichkeit; Ehebund
- Rathaus, Ingolstadt 1936. Symbolfenster im Trauzimmer – im Krieg zerstört
- Kirche St. Bartholomäus 1939. Fenster Mariä Verkündigung – die Kirche wurde abgebrochen, das Fenster ging mit unter
- Kirche St. Peter und Paul, Gleiwitz 1939-1941. 3 Doppelfenster St. Peter und St. Paul, St. Adalbert und St. Hyazinth, St. Hedwig und St. Barbara – das Fenster St. Adalbert und St. Hyazinth wurde im Krieg zerstört und durch ein angepasstes Fenster ersetzt
- Christ-König-Kirche Wacholdertal/Oberschlesien 1940. Chorfenster Christus-König